# Lithops meyeri
Lithops meyeri es una especie de planta suculenta perteneciente a la familia  Aizoaceae que es nativa de  Sudáfrica.

## Descripción
Forma grupos de dos hojas acopladas, divididas por una fisura por donde aparecen las flores. Cada par de hojas forman el cuerpo de la planta que tiene forma cilíndrica o cónica con una superficie plana. De la fisura entre las hojas brota, en periodo vegetativo, las nuevas hojas y en cuanto se abren, las antiguas se agostan. 

## Taxonomía
Lithops meyeri fue descrita por  Harriet Margaret Louisa Bolus, y publicado en South African Gardening 22: 102. 1932.
Etimología
Lithops: nombre genérico que deriva de las palabras griegas: "lithos" (piedra) y "ops" (forma).
meyeri: epíteto